# Glaciar Aitkenhead

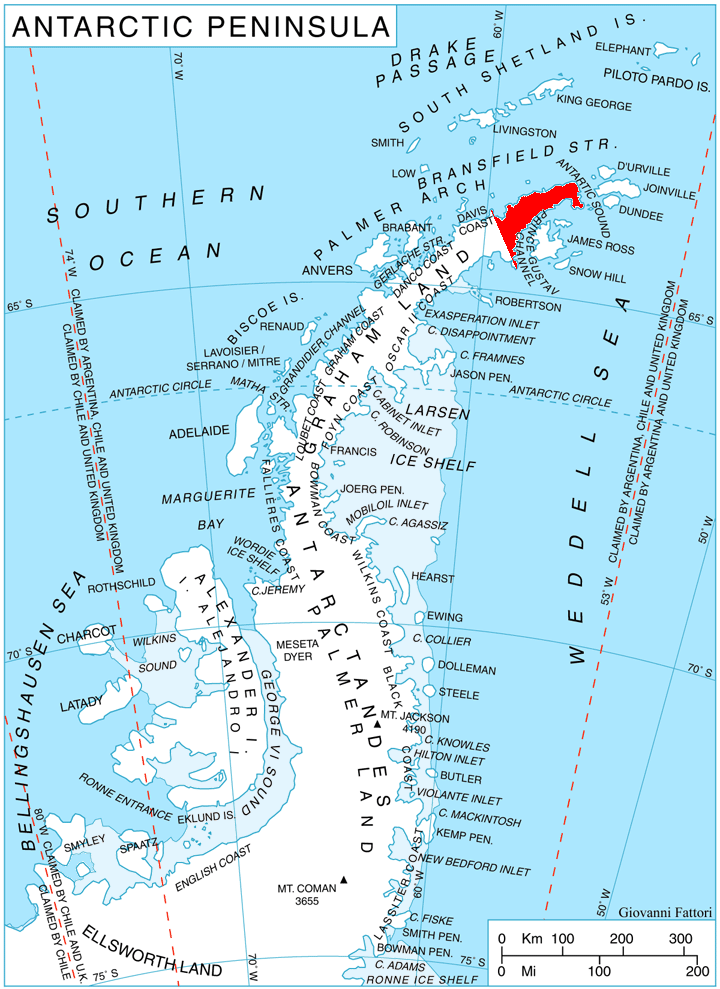
Ubicación de la Península Trinidad.

El glaciar Aitkenhead (63°57′S 58°44′O / -63.950, -58.733) es un glaciar en la península Trinidad, Antártida. Mide 16 km de largo que fluye en dirección este-sureste desde el meseta Detroit, tierra de Graham, (al sur de saliente Mancho y nunatak Baley y al norte de nunatak Simpson y nunatak Hitar Petar) hacia el canal Príncipe Gustavo (cerca al norte del islote Alectoria).
Fue incorporado a los mapas a partir de relevamientos del Falkland Islands Dependencies Survey (FIDS) (1960–61), y nombrado por el Comité de nombres de sitios antárticos del Reino Unido en honor a Neil Aitkenhead, geólogo de FIDS en la Bahía Esperanza (1959–60).

## Mapa
- Península Trinidad. Mapa topográfico escala 1:250000 No. 5697. Institut für Angewandte Geodäsie and British Antarctic Survey, 1996.